# Przekładnia śrubowa

Zasada działania przekładni śrubowej na przykładzie podnośnika samochodowego

Przekładnia śrubowa – przekładnia mechaniczna złożona ze śruby i nakrętki. W przekładni tej, zamianie ulega ruch obrotowy jednego z jej elementów na ruch liniowy jednego względem drugiego. W przekładniach śrubowych stosowane są najczęściej gwinty pociągowe i toczne.
Przekładnia śrubowa ma zwykle niewielką sprawność energetyczną.
Gdy kąt wzniosu gwintu śruby γ jest mniejszy od kąta tarcia ς przekładnia śrubowa staje się samohamowna. Jest to zjawisko pożądane w niektórych konstrukcjach. Na przykład przekładnia taka stosowana w mechanicznych podnośnikach samochodowych, nie wymaga dodatkowych hamulców.

## Przykłady zastosowania przekładni śrubowej
- prasa śrubowa
- podnośnik
- imadło
- napęd posuwu obrabiarek
- odciągi, sprzęgi i mocowania z śrubą rzymską
- regulowany wieszak do szafek kuchennych
- opaska zaciskowa ze śrubą